# Дворац Хлубока
Дворац Хлубока (чеш. Zámek Hluboká nad Vltavou) је неоготички дворац у истоименом месту, око 9 километара северно од Чешких Будјејовица. Сматра се једним од најлепших двораца у Чешкој. 
Године 2019, са 293.000 посетилаца, био је трећи најпосећенији дворац у земљи.
Замак је окружен парком у енглеском стилу. У згради се налази Јужноморавска галерија, која поседује  дела холандских и фламанских сликара 17. и 18. века. 

## Историја
Замак је изградио Отакар II од Чешке у другој половини 13. века у стилу Готике. Током историје, грађевина је проширена у време Ренесансе, а почетком 18. века замак је реновиран у барокни дворац. Садашњи романтични изглед у стилу енглеског дворца у Виндзору, дворац Хлубока је добио реконструкцијом у периоду 1841-1871. 
Јохан Адолф, принц Шварценберг, купио је овај дворац 1661. Породица је ту живела до краја 1939, када је последњи власник, Адолф Шварценберг, емигрирао у иностранство бежећи од нациста. Послератна Чехословачка држава је национализовала имовину породице Шварценберг 1947. Данас је дворац Хлубока национални културни споменик Чешке Републике. 